# 하이오커피
하이오커피(HIO COFFEE)는 대한민국의 커피 체인점이다.